# Hrobka Kolowrat-Krakowských (Hroby)
Hrobka Kolowrat-Krakowských, také Kolowratská hrobka je pohřebiště radenínské (hrobské) linie šlechtického rodu Krakowských z Kolowrat v jihovýchodní části hřbitova v Hrobech, části Radenína v okrese Tábor. Novogotická cihlová pohřební kaple byla vystavěna v letech 1899–1900 nákladem Clotildy Kolowrat-Krakowské. Mezi lety 1900 a 1920 v ní bylo pohřbeno šest osob ze tří generací. Stavba, která překvapivě není kulturní památkou, je v majetku obce Radenín.

## Historie

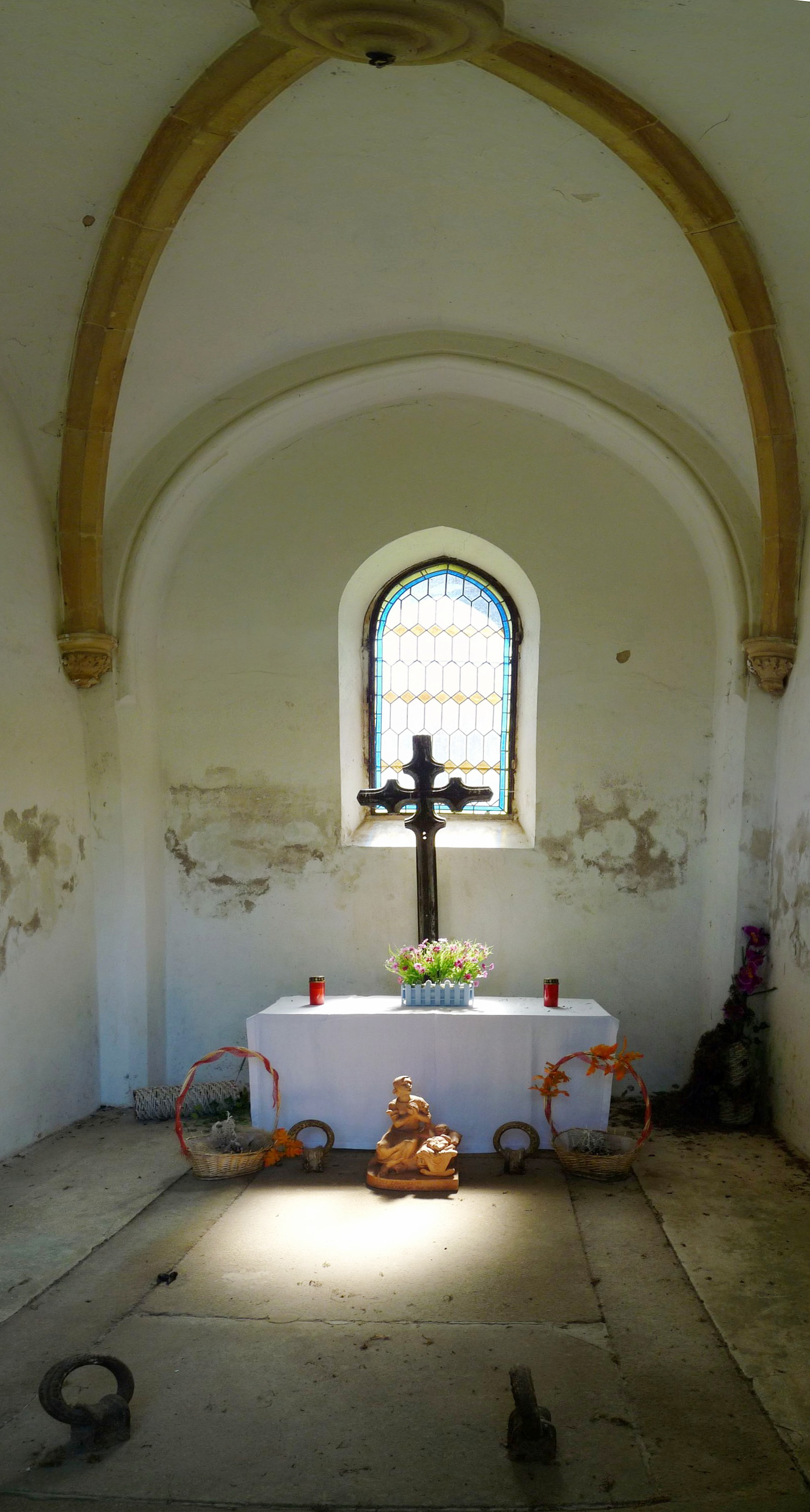
Interiér kaple

Statek Hroby koupila Marie Terezie hraběnka Krakowská z Kolowrat, rozená Caretto-Millesimo (1729–1769) v roce 1753 od Františka Antonína rytíře Kocha († 1769). Poté byl v majetku rodu Kolowrat-Krakowských témeř 170 let. V roce 1920 zdědil statek a zámek Hroby René Baillet de Latour na základě poslední vůle Clotildy, roz. Boiton Delamotte (1839–1920), bezdětné vdovy a dědičky po Aloisu Kolowrat-Krakowském (1832–1898). Testament byl ovšem napaden Zdeňkem Kolowratem-Krakowským-Liebsteinským (1881–1941), protože dřívější verze poslední vůle určovaly jako dědice právě jeho. Spor se táhl několik let.
Hřbitov byl založen v roce 1832. Tam byli v prostých hrobech pochováni i někteří Kolowratové.
V letech 1899–1900 nechala Clotilda, roz. Boiton Delamotte (1839–1920) na základě poslední vůle svého zesnulého manžela Jindřicha Kolowrat-Krakowského (1801–1878) zbudovat pohřební kapli na vyvýšeném pozemku na východ od hřbitova. Stavbu provedl táborský stavitel Vincenc Tiebl (1852–1909), který byl s největší pravděpodobností také autorem projektu. Její náklady činily čtyři tisíce zlatých. Pohřební kapli vysvětil 24. října 1900 českobudějovický biskup Martin Josef Říha (1839–1907).
Ostatky Filipa Františka Kolowrat-Krakowského (1756–1836), jeho snachy Kateřiny z Kleinbergeru (1802–1867) a syna Jindřicha, kteří byli pohřbeni na hřbitově, byly exhumovány, vloženy do menší cínové rakve a uloženy v kryptě nové hrobové kaple. Na místě původního hrobu byl v roce 1901 vztyčen velký litinový kříž.
Po únoru 1948 byl pozemek i s hrobkou zestátněn. Hrobka bývala původně od hřbitova oddělena železnými vraty. Později byl pozemek obehnán zdí a začleněn k hřbitovu. Přesto lze původní areál rozeznat, protože je přibližně o jeden metr výše a vede k němu schodiště. Okolí kaple má parkovou úpravu.

## Architektura

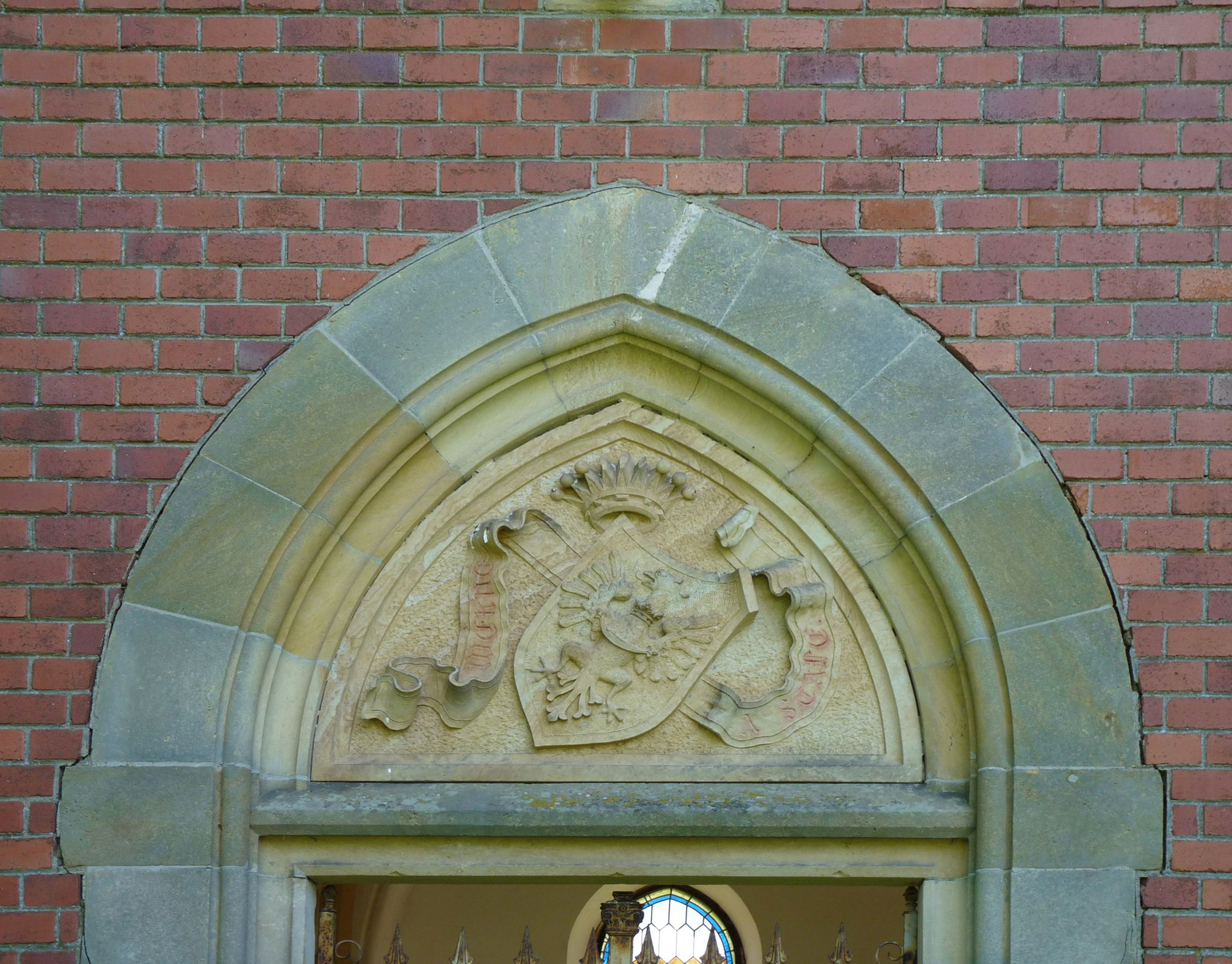
Tympanon s erbem

Novogotická cihlová stavba typická např. pro severní Německo, Polsko a Pobaltí byla postavena na obdélníkovém půdorysu o stranách přibližně 4,8 x 6 metrů. Režné zdivo doplňuje světlý jemnozrnný pískovec (sokl, portál, pilíře, ostění oken a římsa). Na západním průčelí je portál s tympanonem zakončeným lomeným obloukem. V tympanonu je plasticky vyveden rodový erb, hraběcí koruna a zvlněná páska s rodovým heslem VĚRNĚ A STÁLE. Průčelí nad portálem dominuje socha anděla v mělké nice. Anděl drží v pravé ruce vavřínový věnec a v levé knihu s písmeny alfa a omega, to jest se symboly začátku a konce. Socha spočívá na polygonální konzole, kterou zdobí páska s letopočtem 1899. Nad sochou je baldachýn zakončený fiálou. Štít vrcholí kamnným křížem s vidlicově rozeklanými rameny. Štít na východní straně je zakončen makovicí. K rohům kaple přiléhají opěrné pilíře nasměrované k osám budovy diagonálně. V bočních (severní a jižní) stěnách jsou prolomena podvojná hrotitá okna. Na východní straně je jednoduché okno také zakončené lomeným obloukem.

## Interiér
Vnitřek kaple je omítnut a zaklenut křížovou klenbou s pískovcovými žebry, které spočívají na konzolách s listovými motivy. Na východní straně je stůl na způsob oltáře a za ním litinový kříž. Uprostřed je vstup do podzemní pohřební komory, který zakrývá deska se čtyřmi kovovými úchyty. Kapacita hrobky byla šest rakví. Kryptu odvětrává dvojice otvorů na severní, jižní a východní straně.

## Seznam pohřbených

### Chronologicky podle data úmrtí
V tabulce jsou uvedeny základní informace o pohřbených. Fialově jsou vyznačeni příslušníci rodu Kolowratů, žlutě manželky z jiných rodů, pokud zde byly pohřbeny. Červeně jsou zvárazněni majitelé zámku Hroby. Zeleně jsou vyznačeny osoby, které byly původně pohřbeny v prostém hrobě na hřbitově. Generace jsou počítány od Jana z Bezděkova. U manželek je generace v závorce a týká se generace manžela. Seznam nemusí být kompletní.
| Po-řadí | Gene-race | Jméno pohřbeného                       | Datum a místo narození         | Otec                                                      | Datum a místo sňatku, choť                     | Pohřeb a uložení do hrobky                                                                                            | Poznámky |
| Po-řadí | Gene-race | Jméno pohřbeného                       | Datum a místo úmrtí            | Matka                                                     | Datum a místo sňatku, choť                     | Pohřeb a uložení do hrobky                                                                                            | Poznámky |
| ------- | --------- | -------------------------------------- | ------------------------------ | --------------------------------------------------------- | ---------------------------------------------- | --- | --- |
| 1.      | 12.       | Filip František Kolowrat-Krakowský     | 17. 4. 1756 Radenín            | Leopold Vilém Kolowrat-Krakowský (č. x809)                | 16. 2. 1790: Terezie z Tunkelu (č. x819)       | Původně pohřben 30. 5. 1836 v prosté hrobce na obecním hřbitově v Hrobech. V roce 1900 ostatky uloženy v nové hrobce. | Císařský komoří a guberniální rada, hejtman Rakovnického kraje (1781–1782), hejtman Loketského kraje (1789–1791), podkomoří králové v Čechách (1798–1827). Majitel statku Hroby a Radenín. Zemřel ve věku 80 let na mozkovou mrtvici.                                        |
| 1.      | 12.       | Filip František Kolowrat-Krakowský     | 26. 5. 1836 Hroby              | Marie Terezie del Caretto-Cavriani di Millesimo (č. x769) | 16. 2. 1790: Terezie z Tunkelu (č. x819)       | Původně pohřben 30. 5. 1836 v prosté hrobce na obecním hřbitově v Hrobech. V roce 1900 ostatky uloženy v nové hrobce. | Císařský komoří a guberniální rada, hejtman Rakovnického kraje (1781–1782), hejtman Loketského kraje (1789–1791), podkomoří králové v Čechách (1798–1827). Majitel statku Hroby a Radenín. Zemřel ve věku 80 let na mozkovou mrtvici.                                        |
| 2.      | (13.)     | Kateřina z Kleinbergeru (z Kleinbergu) | 1. 12. 1802                    |                                                           | 4. 1. 1827: Jindřich Kolowrat-Krakowský (č. 3) | Původně pohřbena 15. 12. 1867 v prosté hrobce na hřbitově v Hrobech. V roce 1900 ostatky uloženy v nové hrobce.       | Zemřela ve věku 65 let (72 let) na ochrnutí plic. Narodily se jí následující děti: - 1. Jindřiška, provd. Baillet de Latour (1828–1902; pohřbena v hrobce rodu Baillet de Latour v Radeníně) - 2. Rudolf (1830–1903; č. 5) - 3. Alois (1832–1898; č. 4) - 4. Gustav (1834–?) |
| 2.      | (13.)     | Kateřina z Kleinbergeru (z Kleinbergu) | 11. 12. 1867 Praha-Staré Město |                                                           | 4. 1. 1827: Jindřich Kolowrat-Krakowský (č. 3) | Původně pohřbena 15. 12. 1867 v prosté hrobce na hřbitově v Hrobech. V roce 1900 ostatky uloženy v nové hrobce.       | Zemřela ve věku 65 let (72 let) na ochrnutí plic. Narodily se jí následující děti: - 1. Jindřiška, provd. Baillet de Latour (1828–1902; pohřbena v hrobce rodu Baillet de Latour v Radeníně) - 2. Rudolf (1830–1903; č. 5) - 3. Alois (1832–1898; č. 4) - 4. Gustav (1834–?) |
| 3.      | 13.       | Jindřich Kolowrat-Krakowský            | 28. 9. 1801 Radovesice         | Filip František Kolowrat-Krakowský (č. 1)                 | 4. 1. 1827: Kateřina z Kleinbergeru (č. 2)     | Původně pohřben 8. 3. 1878 v prosté hrobce na hřbitově v Hrobech. V roce 1900 ostatky uloženy v nové hrobce.          | Krajský komisař Kouřimského kraje, starosta obce Kozmice (1861–1870). Majitel statku Hroby a Radenín (1836–1878). Zemřel ve věku 76 let na ochrnutí mozku. |
| 3.      | 13.       | Jindřich Kolowrat-Krakowský            | 4. 3. 1878 Praha               | Terezie z Tunkelu (č. x819)                               | 4. 1. 1827: Kateřina z Kleinbergeru (č. 2)     | Původně pohřben 8. 3. 1878 v prosté hrobce na hřbitově v Hrobech. V roce 1900 ostatky uloženy v nové hrobce.          | Krajský komisař Kouřimského kraje, starosta obce Kozmice (1861–1870). Majitel statku Hroby a Radenín (1836–1878). Zemřel ve věku 76 let na ochrnutí mozku. |
| 4.      | 14.       | Alois Kolowrat-Krakowský               | 4. 9. 1832 Praha               | Jindřich Kolowrat-Krakowský (č. 3)                        | 24. 7. 1879: Clotilde Boiton Delamotte (č. 6)  | Původně pohřben v prosté hrobce na hřbitově v Hrobech. V roce 1900 ostatky uloženy v nové hrobce.                     | C. k. poručík. Majitel statku Hroby (1878–1898). |
| 4.      | 14.       | Alois Kolowrat-Krakowský               | 12. 12. 1898                   | Kateřina z Kleinbergeru (č. 2)                            | 24. 7. 1879: Clotilde Boiton Delamotte (č. 6)  | Původně pohřben v prosté hrobce na hřbitově v Hrobech. V roce 1900 ostatky uloženy v nové hrobce.                     | C. k. poručík. Majitel statku Hroby (1878–1898). |
| 5.      | 14.       | Rudolf Kolowrat-Krakowský              | 9. 11. 1830 Praha              | Jindřich Kolowrat-Krakowský (č. 3)                        |                                                | | Majitel statku Oblajovice. Odborník v oboru včelařství. |
| 5.      | 14.       | Rudolf Kolowrat-Krakowský              | 24. 6. 1903 Smíchov            | Kateřina z Kleinbergeru (č. 2)                            |                                                | | Majitel statku Oblajovice. Odborník v oboru včelařství. |
| 6.      | (14.)     | Clotilde Boiton Delamotte              | 27. 5. 1839                    |                                                           | 24. 7. 1879: Alois Kolowrat-Krakowský (č. 4)   | | Majitelka statku Hroby (1898–1920). Bezdětná. |
| 6.      | (14.)     | Clotilde Boiton Delamotte              | 25. 11. 1920                   |                                                           | 24. 7. 1879: Alois Kolowrat-Krakowský (č. 4)   | | Majitelka statku Hroby (1898–1920). Bezdětná. |

### Další rodinní příslušníci pohřbení v Hrobech (výběr)
Tabulka je přehledem rodinných příslušníků a příbuzných, kteří byli pohřbeni na jiném místě v Hrobech. Mají speciální číslování a zelené zvýraznění ve dvou sloupcích.
Seznam nemusí být kompletní.
| Po-řadí | Gene-race | Jméno pohřbeného                                           | Datum a místo narození         | Otec                                                                                              | Datum a místo sňatku, choť                                                           | Pohřeb a uložení do hrobky | Poznámky |
| Po-řadí | Gene-race | Jméno pohřbeného                                           | Datum a místo úmrtí            | Matka                                                                                             | Datum a místo sňatku, choť                                                           | Pohřeb a uložení do hrobky | Poznámky |
| ------- | --------- | ---------------------------------------------------------- | ------------------------------ | ------------------------------------------------------------------------------------------------- | ------------------------------------------------------------------------------------ | --- | --- |
| x756.   | 12.       | Marie Josefa Kolowrat-Krakowská                            | 20. 4. 1755 Radenín            | Leopold Vilém Kolowrat-Krakowský (č. x809)                                                        |                                                                                      | Pohřbena v Hrobech. | |
| x756.   | 12.       | Marie Josefa Kolowrat-Krakowská                            | 1. 5. 1756                     | Marie Terezie del Caretto-Cavriani di Millesimo (č. x769)                                         |                                                                                      | Pohřbena v Hrobech. | |
| x759.   | 12.       | František Václav Kolowrat-Krakowský                        | 23. 3. 1754 Radenín            | Leopold Vilém Kolowrat-Krakowský (č. x809)                                                        |                                                                                      | Pohřben v Hrobech. | |
| x759.   | 12.       | František Václav Kolowrat-Krakowský                        | 25. 3. 1759                    | Marie Terezie del Caretto-Cavriani di Millesimo (č. x769)                                         |                                                                                      | Pohřben v Hrobech. | |
| y759.   | 12.       | Barbora Kolowrat-Krakowská                                 | 10. 4. 1758 Hroby              | Leopold Vilém Kolowrat-Krakowský (č. x809)                                                        |                                                                                      | Pohřbena v Hrobech. | |
| y759.   | 12.       | Barbora Kolowrat-Krakowská                                 | 29. 3. 1759                    | Marie Terezie del Caretto-Cavriani di Millesimo (č. x769)                                         |                                                                                      | Pohřbena v Hrobech. | |
| x769.   | (11.)     | Marie Terezie del Caretto-Cavriani di Millesimo            | 8. 6. 1729 Měšice u Tábora     | František Václav del Caretto-Cavriani di Millesimo 1698/1700 Vilímov – 6. 8. 1760 Vilímov/Hostice | 24. 8. 1750 Choustník: Leopold Vilém Kolowrat-Krakowský (č. x809)                    | Pohřbena v kostele Nanebevzetí Panny Marie v Hrobech. | Dědička Radenína. Narodily se jí následující děti: - 1. Marie Anna, provd. Zichy de Zich et Vásonykeö (1753–1805; pohřbena v Rusovcích) - 2. František Václav (1754–1759, č. x759) - 3. Marie Josefa (1755–1756, č. x756) - 4. Filip František (1756–1836; č. 1) - 5. Barbora (1758–1759; č. y759) - 6. Jana (*/† 1764; pohřbena v Praze) - 7. Terezie (*/† 1766; pohřbena v Praze) - 8. Leopold (*/† 1767; pohřben v Praze) - 9. Leopold (1768–1805) |
| x769.   | (11.)     | Marie Terezie del Caretto-Cavriani di Millesimo            | 9. 2. 1769                     | Marie Anna Theresia des Fours 30. 8. 1706 Praha – 19. 4. 1745 Tábor                               | 24. 8. 1750 Choustník: Leopold Vilém Kolowrat-Krakowský (č. x809)                    | Pohřbena v kostele Nanebevzetí Panny Marie v Hrobech. | Dědička Radenína. Narodily se jí následující děti: - 1. Marie Anna, provd. Zichy de Zich et Vásonykeö (1753–1805; pohřbena v Rusovcích) - 2. František Václav (1754–1759, č. x759) - 3. Marie Josefa (1755–1756, č. x756) - 4. Filip František (1756–1836; č. 1) - 5. Barbora (1758–1759; č. y759) - 6. Jana (*/† 1764; pohřbena v Praze) - 7. Terezie (*/† 1766; pohřbena v Praze) - 8. Leopold (*/† 1767; pohřben v Praze) - 9. Leopold (1768–1805) |
| x809.   | 11.       | Leopold Vilém Kolowrat-Krakowský                           | 31. 12. 1727 Praha             | Filip Nerius Kolowrat-Krakowský křtěn 26. 3. 1686 Praha – 28. 3. 1773 Praha                       | 24. 8. 1750 Choustník: Marie Terezie del Caretto-Cavriani di Millesimo (č. x769)     | Pohřben v kryptě kostela Nanebevzetí Panny Marie v Hrobech. | Zakladatel radenínské (hrobské) větve rodu Kolowratů. Císařský komoří a skutečný tajný rada, kancléř (1769–1772), prezident dvorské komory (1772–1782), nejvyšší kancléř česko-rakouský (1782–1796), první státní ministr (1796–1808), rytíř rakouského Řádu zlatého rouna (1782). Majitel deskových statků Hroby, Radenín, Vlčeves a Oblajovice. Zemřel ve věku 81 let (84 let) náhle raněn mrtvicí. V druhém manželství se mu narodily následující děti: - 1. Marie Terezie, provd. Podstatzká-Lichtenstein a poté z Hardeguu (1770–1849; pohřbena ve Stronsdorfu) - 2. Josef (1771–1775) - 3. Karel František (*/† 1774) - 4. Marie Františka (1775–?) - 5. Marie Antonie, provd. z Oberndorffu (1776–1806) - 6. Marie Aloisie, provd. von Herberstein-Moltke (1780–1823; pohřbena na Starém Městě) - 7. Kristián (*/† 1781) - 8. František Xaver (1783–1855; pohřben v Budkově) |
| x809.   | 11.       | Leopold Vilém Kolowrat-Krakowský                           | 2. 11. 1809 Vídeň              | Anna Barbora Michnová z Vacínova 2. 9 1707 – 24. 2. 1772                                          | 13. 9. 1769: Marie Terezie z Khevenhüller-Metsch 4. 1. 1741 Vídeň – 27. 11. 1805     | Pohřben v kryptě kostela Nanebevzetí Panny Marie v Hrobech. | Zakladatel radenínské (hrobské) větve rodu Kolowratů. Císařský komoří a skutečný tajný rada, kancléř (1769–1772), prezident dvorské komory (1772–1782), nejvyšší kancléř česko-rakouský (1782–1796), první státní ministr (1796–1808), rytíř rakouského Řádu zlatého rouna (1782). Majitel deskových statků Hroby, Radenín, Vlčeves a Oblajovice. Zemřel ve věku 81 let (84 let) náhle raněn mrtvicí. V druhém manželství se mu narodily následující děti: - 1. Marie Terezie, provd. Podstatzká-Lichtenstein a poté z Hardeguu (1770–1849; pohřbena ve Stronsdorfu) - 2. Josef (1771–1775) - 3. Karel František (*/† 1774) - 4. Marie Františka (1775–?) - 5. Marie Antonie, provd. z Oberndorffu (1776–1806) - 6. Marie Aloisie, provd. von Herberstein-Moltke (1780–1823; pohřbena na Starém Městě) - 7. Kristián (*/† 1781) - 8. František Xaver (1783–1855; pohřben v Budkově) |
| x819.   | (12.)     | Terezie z Tunkelu (von Trunkel [sic], Tunklová, z Dunkelu) | 18. 10. 1768                   |                                                                                                   | 16. 2. 1790: Filip František Kolowrat-Krakowský (č. 1)                               | Pohřbena 23. 5. 1819 ve hřbitovní kapli sv. Jana Nepomuckého v Hrobech, při rozšiřování silnice byla kaple zbořena a ostatky přeneseny do kostela Nanebevzetí Panny Marie. | Zemřela ve věku 50 let (49 let) na následky mrtvice. Narodily se jí následující děti: - 1. Terezie, provd. z Waldsteinu (1785–1830; č. x830) - 2. Filip (1789–1868) - 3. Leopold (1790–1833) - 4. Amálie Karolína, provd. Herzig von Herzfeld (1791–1872) - 5. Arnošt (1792–1826; č. x826) - 6. Marie Anna (1794–1801; pohřbena v Košířích) - 7. Vilemína, provd. von Böhm (1794–1877) - 8. Julie, provd. von Böhm (1798–1885; pohřbena v Praze) - 9. Ludvík (1799–1857) - 10. Jindřich (1801–1878; č. 3) - 11. Václav Evžen (1804–1806; pohřben v Košířích) - 12. Josefa, provd. Skronská z Budčova (1805–1840/1866) |
| x819.   | (12.)     | Terezie z Tunkelu (von Trunkel [sic], Tunklová, z Dunkelu) | 21. 5. 1819 Hroby              |                                                                                                   | 16. 2. 1790: Filip František Kolowrat-Krakowský (č. 1)                               | Pohřbena 23. 5. 1819 ve hřbitovní kapli sv. Jana Nepomuckého v Hrobech, při rozšiřování silnice byla kaple zbořena a ostatky přeneseny do kostela Nanebevzetí Panny Marie. | Zemřela ve věku 50 let (49 let) na následky mrtvice. Narodily se jí následující děti: - 1. Terezie, provd. z Waldsteinu (1785–1830; č. x830) - 2. Filip (1789–1868) - 3. Leopold (1790–1833) - 4. Amálie Karolína, provd. Herzig von Herzfeld (1791–1872) - 5. Arnošt (1792–1826; č. x826) - 6. Marie Anna (1794–1801; pohřbena v Košířích) - 7. Vilemína, provd. von Böhm (1794–1877) - 8. Julie, provd. von Böhm (1798–1885; pohřbena v Praze) - 9. Ludvík (1799–1857) - 10. Jindřich (1801–1878; č. 3) - 11. Václav Evžen (1804–1806; pohřben v Košířích) - 12. Josefa, provd. Skronská z Budčova (1805–1840/1866) |
| x826.   | 13.       | Arnošt Kolowrat-Krakowský                                  | 4. 11. 1792 Praha              | Filip František Kolowrat-Krakowský (č. 1)                                                         | 6. 1. 1825: Anna Stropnická (? von Stropnitzky) 31. 6. 1801 – 26. 8. 1876            | Pohřben 14. 10. 1826 v kryptě kostela Nanebevzetí Panny Marie v Hrobech.                                                                                                   | C. k. poručík. Zemřel náhle ve věku 33 let (30 let). |
| x826.   | 13.       | Arnošt Kolowrat-Krakowský                                  | 12. 10. 1826 Jindřichův Hradec | Terezie z Tunkelu (č. x819)                                                                       | 6. 1. 1825: Anna Stropnická (? von Stropnitzky) 31. 6. 1801 – 26. 8. 1876            | Pohřben 14. 10. 1826 v kryptě kostela Nanebevzetí Panny Marie v Hrobech.                                                                                                   | C. k. poručík. Zemřel náhle ve věku 33 let (30 let). |
| x830.   | 13.       | Terezie Kolowrat-Krakowská                                 | 18. 12. 1785 Praha             | Filip František Kolowrat-Krakowský (č. 1)                                                         | 22. 10. 1804: Jan Josef Antonín z Waldsteinu 2. 5. 1766 Győr – 19. 12. 1846 Hietzing | Pohřbena 19. 2. 1830 v kryptě kostela Nanebevzetí Panny Marie v Hrobech.                                                                                                   | Zemřela ve věku 44 let na vodnatelnost plic. |
| x830.   | 13.       | Terezie Kolowrat-Krakowská                                 | 17. 2. 1830 Hroby              | Terezie z Tunkelu (č. x819)                                                                       | 22. 10. 1804: Jan Josef Antonín z Waldsteinu 2. 5. 1766 Győr – 19. 12. 1846 Hietzing | Pohřbena 19. 2. 1830 v kryptě kostela Nanebevzetí Panny Marie v Hrobech.                                                                                                   | Zemřela ve věku 44 let na vodnatelnost plic. |

### Příbuzenské vztahy pohřbených
Následující schéma znázorňuje příbuzenské vztahy Bailletů de Latour. Červeně orámovaní byli uloženi  v pohřební kapli a oranžově pochováni na jiných místech v Hrobech. Modře je zvýrazněna Jindřiška Kolowrat-Krakowská, provdaná Baillet de Latour (1828–1902), jejíž vnuk René Baillet de Latour (1878–1970) v roce 1920 zdědil velkostatek a zámek Hroby. Arabské číslice odpovídají pořadí úmrtí podle předchozí tabulky, římské číslice představují pořadí manžela nebo manželky, pokud někdo vstoupil do manželství více než jednou. Vzhledem k účelu schématu se nejedná o kompletní rodokmen.
|                                                |                                                |                                                |                                                |                                                |                                                |  |  |                                                |                                                |                                                |                                                |                                                |                                                |                                        |                                        |                                                     |                                                     |                                                     |                                                     |                                                     |                                                     |                                       |                                       |                                                 |                                                 |                                                 |                                                 |                                                 |                                                 |  |  |                                                 |                                                 |                                                 |                                                 | Filip Nerius Kolowrat-Krakowský 1688–1773       | Filip Nerius Kolowrat-Krakowský 1688–1773       | Filip Nerius Kolowrat-Krakowský 1688–1773 | Filip Nerius Kolowrat-Krakowský 1688–1773 | Filip Nerius Kolowrat-Krakowský 1688–1773 | Filip Nerius Kolowrat-Krakowský 1688–1773 |                                           |                                           | Anna Barbora Michnová z Vacínova 1709–1772 | Anna Barbora Michnová z Vacínova 1709–1772 | Anna Barbora Michnová z Vacínova 1709–1772 | Anna Barbora Michnová z Vacínova 1709–1772 | Anna Barbora Michnová z Vacínova 1709–1772                         | Anna Barbora Michnová z Vacínova 1709–1772                         |                                                                    |                                                                    |                                                                    |                                                                    |                                        |                                        |                                                  |                                                  |                                                  |                                                  |                                                  |                                                  |                                  |                                  |                                                   |                                                   |                                                   |                                                   |                                                   |                                                   |  |  |                                             |                                             |                                             |                                             |                                             |                                             |  |  |                                                     |                                                     |                                                     |                                                     |                                                     |                                                     |  |  |                                         |                                         |                                         |                                         |                                         |                                         |  |  |
|                                                |                                                |                                                |                                                |                                                |                                                |  |  |                                                |                                                |                                                |                                                |                                                |                                                |                                        |                                        |                                                     |                                                     |                                                     |                                                     |                                                     |                                                     |                                       |                                       |                                                 |                                                 |                                                 |                                                 |                                                 |                                                 |  |  |                                                 |                                                 |                                                 |                                                 | Filip Nerius Kolowrat-Krakowský 1688–1773       | Filip Nerius Kolowrat-Krakowský 1688–1773       | Filip Nerius Kolowrat-Krakowský 1688–1773 | Filip Nerius Kolowrat-Krakowský 1688–1773 | Filip Nerius Kolowrat-Krakowský 1688–1773 | Filip Nerius Kolowrat-Krakowský 1688–1773 |                                           |                                           | Anna Barbora Michnová z Vacínova 1709–1772 | Anna Barbora Michnová z Vacínova 1709–1772 | Anna Barbora Michnová z Vacínova 1709–1772 | Anna Barbora Michnová z Vacínova 1709–1772 | Anna Barbora Michnová z Vacínova 1709–1772                         | Anna Barbora Michnová z Vacínova 1709–1772                         |                                                                    |                                                                    |                                                                    |                                                                    |                                        |                                        |                                                  |                                                  |                                                  |                                                  |                                                  |                                                  |                                  |                                  |                                                   |                                                   |                                                   |                                                   |                                                   |                                                   |  |  |                                             |                                             |                                             |                                             |                                             |                                             |  |  |                                                     |                                                     |                                                     |                                                     |                                                     |                                                     |  |  |                                         |                                         |                                         |                                         |                                         |                                         |  |  |
|                                                |                                                |                                                |                                                |                                                |                                                |  |  |                                                |                                                |                                                |                                                |                                                |                                                |                                        |                                        |                                                     |                                                     |                                                     |                                                     |                                                     |                                                     |                                       |                                       |                                                 |                                                 |                                                 |                                                 |                                                 |                                                 |  |  |                                                 |                                                 |                                                 |                                                 |                                                 |                                                 |                                           |                                           |                                           |                                           |                                           |                                           |                                            |                                            |                                            |                                            |                                                                    |                                                                    |                                                                    |                                                                    |                                                                    |                                                                    |                                        |                                        |                                                  |                                                  |                                                  |                                                  |                                                  |                                                  |                                  |                                  |                                                   |                                                   |                                                   |                                                   |                                                   |                                                   |  |  |                                             |                                             |                                             |                                             |                                             |                                             |  |  |                                                     |                                                     |                                                     |                                                     |                                                     |                                                     |  |  |                                         |                                         |                                         |                                         |                                         |                                         |  |  |
|                                                |                                                |                                                |                                                |                                                |                                                |  |  |                                                |                                                |                                                |                                                |                                                |                                                |                                        |                                        |                                                     |                                                     |                                                     |                                                     |                                                     |                                                     |                                       |                                       |                                                 |                                                 |                                                 |                                                 |                                                 |                                                 |  |  |                                                 |                                                 |                                                 |                                                 |                                                 |                                                 |                                           |                                           |                                           |                                           |                                           |                                           |                                            |                                            |                                            |                                            |                                                                    |                                                                    |                                                                    |                                                                    |                                                                    |                                                                    |                                        |                                        |                                                  |                                                  |                                                  |                                                  |                                                  |                                                  |                                  |                                  |                                                   |                                                   |                                                   |                                                   |                                                   |                                                   |  |  |                                             |                                             |                                             |                                             |                                             |                                             |  |  |                                                     |                                                     |                                                     |                                                     |                                                     |                                                     |  |  |                                         |                                         |                                         |                                         |                                         |                                         |  |  |
| Marie Anna Josefa Kolowrat-Krakowská 1725–1790 | Marie Anna Josefa Kolowrat-Krakowská 1725–1790 | Marie Anna Josefa Kolowrat-Krakowská 1725–1790 | Marie Anna Josefa Kolowrat-Krakowská 1725–1790 | Marie Anna Josefa Kolowrat-Krakowská 1725–1790 | Marie Anna Josefa Kolowrat-Krakowská 1725–1790 |  |  | Jan Nepomuk I. ze Sternbergu 1713–1798         | Jan Nepomuk I. ze Sternbergu 1713–1798         | Jan Nepomuk I. ze Sternbergu 1713–1798         | Jan Nepomuk I. ze Sternbergu 1713–1798         | Jan Nepomuk I. ze Sternbergu 1713–1798         | Jan Nepomuk I. ze Sternbergu 1713–1798         |                                        |                                        | Marie Terezie Kolowrat-Krakowská 1730–1791          | Marie Terezie Kolowrat-Krakowská 1730–1791          | Marie Terezie Kolowrat-Krakowská 1730–1791          | Marie Terezie Kolowrat-Krakowská 1730–1791          | Marie Terezie Kolowrat-Krakowská 1730–1791          | Marie Terezie Kolowrat-Krakowská 1730–1791          |                                       |                                       | Adam František z Hartigu 1729–1783              | Adam František z Hartigu 1729–1783              | Adam František z Hartigu 1729–1783              | Adam František z Hartigu 1729–1783              | Adam František z Hartigu 1729–1783              | Adam František z Hartigu 1729–1783              |  |  | Antonie Kolowrat-Krakowská 1736–1799            | Antonie Kolowrat-Krakowská 1736–1799            | Antonie Kolowrat-Krakowská 1736–1799            | Antonie Kolowrat-Krakowská 1736–1799            | Antonie Kolowrat-Krakowská 1736–1799            | Antonie Kolowrat-Krakowská 1736–1799            |                                           |                                           | Václav Vojtěch z Klebelsbergu † 1812      | Václav Vojtěch z Klebelsbergu † 1812      | Václav Vojtěch z Klebelsbergu † 1812      | Václav Vojtěch z Klebelsbergu † 1812      | Václav Vojtěch z Klebelsbergu † 1812       | Václav Vojtěch z Klebelsbergu † 1812       |                                            |                                            | I. x769. Marie Terezie del Caretto-Cavriani di Millesimo 1729–1769 | I. x769. Marie Terezie del Caretto-Cavriani di Millesimo 1729–1769 | I. x769. Marie Terezie del Caretto-Cavriani di Millesimo 1729–1769 | I. x769. Marie Terezie del Caretto-Cavriani di Millesimo 1729–1769 | I. x769. Marie Terezie del Caretto-Cavriani di Millesimo 1729–1769 | I. x769. Marie Terezie del Caretto-Cavriani di Millesimo 1729–1769 |                                        |                                        | x809. Leopold Vilém Kolovrat-Krakowský 1727–1809 | x809. Leopold Vilém Kolovrat-Krakowský 1727–1809 | x809. Leopold Vilém Kolovrat-Krakowský 1727–1809 | x809. Leopold Vilém Kolovrat-Krakowský 1727–1809 | x809. Leopold Vilém Kolovrat-Krakowský 1727–1809 | x809. Leopold Vilém Kolovrat-Krakowský 1727–1809 |                                  |                                  | II. Marie Terezie z Khevenhüller-Metsch 1741–1805 | II. Marie Terezie z Khevenhüller-Metsch 1741–1805 | II. Marie Terezie z Khevenhüller-Metsch 1741–1805 | II. Marie Terezie z Khevenhüller-Metsch 1741–1805 | II. Marie Terezie z Khevenhüller-Metsch 1741–1805 | II. Marie Terezie z Khevenhüller-Metsch 1741–1805 |  |  | Marie Kateřina Kolowrat-Krakowská 1747–1812 | Marie Kateřina Kolowrat-Krakowská 1747–1812 | Marie Kateřina Kolowrat-Krakowská 1747–1812 | Marie Kateřina Kolowrat-Krakowská 1747–1812 | Marie Kateřina Kolowrat-Krakowská 1747–1812 | Marie Kateřina Kolowrat-Krakowská 1747–1812 |  |  | František Josef II. Kolowrat-Liebsteinský 1747–1825 | František Josef II. Kolowrat-Liebsteinský 1747–1825 | František Josef II. Kolowrat-Liebsteinský 1747–1825 | František Josef II. Kolowrat-Liebsteinský 1747–1825 | František Josef II. Kolowrat-Liebsteinský 1747–1825 | František Josef II. Kolowrat-Liebsteinský 1747–1825 |  |  |                                         |                                         |                                         |                                         |                                         |                                         |  |  |
| Marie Anna Josefa Kolowrat-Krakowská 1725–1790 | Marie Anna Josefa Kolowrat-Krakowská 1725–1790 | Marie Anna Josefa Kolowrat-Krakowská 1725–1790 | Marie Anna Josefa Kolowrat-Krakowská 1725–1790 | Marie Anna Josefa Kolowrat-Krakowská 1725–1790 | Marie Anna Josefa Kolowrat-Krakowská 1725–1790 |  |  | Jan Nepomuk I. ze Sternbergu 1713–1798         | Jan Nepomuk I. ze Sternbergu 1713–1798         | Jan Nepomuk I. ze Sternbergu 1713–1798         | Jan Nepomuk I. ze Sternbergu 1713–1798         | Jan Nepomuk I. ze Sternbergu 1713–1798         | Jan Nepomuk I. ze Sternbergu 1713–1798         |                                        |                                        | Marie Terezie Kolowrat-Krakowská 1730–1791          | Marie Terezie Kolowrat-Krakowská 1730–1791          | Marie Terezie Kolowrat-Krakowská 1730–1791          | Marie Terezie Kolowrat-Krakowská 1730–1791          | Marie Terezie Kolowrat-Krakowská 1730–1791          | Marie Terezie Kolowrat-Krakowská 1730–1791          |                                       |                                       | Adam František z Hartigu 1729–1783              | Adam František z Hartigu 1729–1783              | Adam František z Hartigu 1729–1783              | Adam František z Hartigu 1729–1783              | Adam František z Hartigu 1729–1783              | Adam František z Hartigu 1729–1783              |  |  | Antonie Kolowrat-Krakowská 1736–1799            | Antonie Kolowrat-Krakowská 1736–1799            | Antonie Kolowrat-Krakowská 1736–1799            | Antonie Kolowrat-Krakowská 1736–1799            | Antonie Kolowrat-Krakowská 1736–1799            | Antonie Kolowrat-Krakowská 1736–1799            |                                           |                                           | Václav Vojtěch z Klebelsbergu † 1812      | Václav Vojtěch z Klebelsbergu † 1812      | Václav Vojtěch z Klebelsbergu † 1812      | Václav Vojtěch z Klebelsbergu † 1812      | Václav Vojtěch z Klebelsbergu † 1812       | Václav Vojtěch z Klebelsbergu † 1812       |                                            |                                            | I. x769. Marie Terezie del Caretto-Cavriani di Millesimo 1729–1769 | I. x769. Marie Terezie del Caretto-Cavriani di Millesimo 1729–1769 | I. x769. Marie Terezie del Caretto-Cavriani di Millesimo 1729–1769 | I. x769. Marie Terezie del Caretto-Cavriani di Millesimo 1729–1769 | I. x769. Marie Terezie del Caretto-Cavriani di Millesimo 1729–1769 | I. x769. Marie Terezie del Caretto-Cavriani di Millesimo 1729–1769 |                                        |                                        | x809. Leopold Vilém Kolovrat-Krakowský 1727–1809 | x809. Leopold Vilém Kolovrat-Krakowský 1727–1809 | x809. Leopold Vilém Kolovrat-Krakowský 1727–1809 | x809. Leopold Vilém Kolovrat-Krakowský 1727–1809 | x809. Leopold Vilém Kolovrat-Krakowský 1727–1809 | x809. Leopold Vilém Kolovrat-Krakowský 1727–1809 |                                  |                                  | II. Marie Terezie z Khevenhüller-Metsch 1741–1805 | II. Marie Terezie z Khevenhüller-Metsch 1741–1805 | II. Marie Terezie z Khevenhüller-Metsch 1741–1805 | II. Marie Terezie z Khevenhüller-Metsch 1741–1805 | II. Marie Terezie z Khevenhüller-Metsch 1741–1805 | II. Marie Terezie z Khevenhüller-Metsch 1741–1805 |  |  | Marie Kateřina Kolowrat-Krakowská 1747–1812 | Marie Kateřina Kolowrat-Krakowská 1747–1812 | Marie Kateřina Kolowrat-Krakowská 1747–1812 | Marie Kateřina Kolowrat-Krakowská 1747–1812 | Marie Kateřina Kolowrat-Krakowská 1747–1812 | Marie Kateřina Kolowrat-Krakowská 1747–1812 |  |  | František Josef II. Kolowrat-Liebsteinský 1747–1825 | František Josef II. Kolowrat-Liebsteinský 1747–1825 | František Josef II. Kolowrat-Liebsteinský 1747–1825 | František Josef II. Kolowrat-Liebsteinský 1747–1825 | František Josef II. Kolowrat-Liebsteinský 1747–1825 | František Josef II. Kolowrat-Liebsteinský 1747–1825 |  |  |                                         |                                         |                                         |                                         |                                         |                                         |  |  |
|                                                |                                                |                                                |                                                |                                                |                                                |  |  |                                                |                                                |                                                |                                                |                                                |                                                |                                        |                                        |                                                     |                                                     |                                                     |                                                     |                                                     |                                                     |                                       |                                       |                                                 |                                                 |                                                 |                                                 |                                                 |                                                 |  |  |                                                 |                                                 |                                                 |                                                 |                                                 |                                                 |                                           |                                           |                                           |                                           |                                           |                                           |                                            |                                            |                                            |                                            |                                                                    |                                                                    |                                                                    |                                                                    |                                                                    |                                                                    |                                        |                                        |                                                  |                                                  |                                                  |                                                  |                                                  |                                                  |                                  |                                  |                                                   |                                                   |                                                   |                                                   |                                                   |                                                   |  |  |                                             |                                             |                                             |                                             |                                             |                                             |  |  |                                                     |                                                     |                                                     |                                                     |                                                     |                                                     |  |  |                                         |                                         |                                         |                                         |                                         |                                         |  |  |
|                                                |                                                |                                                |                                                |                                                |                                                |  |  |                                                |                                                |                                                |                                                |                                                |                                                |                                        |                                        |                                                     |                                                     |                                                     |                                                     |                                                     |                                                     |                                       |                                       |                                                 |                                                 |                                                 |                                                 |                                                 |                                                 |  |  |                                                 |                                                 |                                                 |                                                 |                                                 |                                                 |                                           |                                           |                                           |                                           |                                           |                                           |                                            |                                            |                                            |                                            |                                                                    |                                                                    |                                                                    |                                                                    |                                                                    |                                                                    |                                        |                                        |                                                  |                                                  |                                                  |                                                  |                                                  |                                                  |                                  |                                  |                                                   |                                                   |                                                   |                                                   |                                                   |                                                   |  |  |                                             |                                             |                                             |                                             |                                             |                                             |  |  |                                                     |                                                     |                                                     |                                                     |                                                     |                                                     |  |  |                                         |                                         |                                         |                                         |                                         |                                         |  |  |
| Marie Anna Kolowrat-Krakowská 1753–1805        | Marie Anna Kolowrat-Krakowská 1753–1805        | Marie Anna Kolowrat-Krakowská 1753–1805        | Marie Anna Kolowrat-Krakowská 1753–1805        | Marie Anna Kolowrat-Krakowská 1753–1805        | Marie Anna Kolowrat-Krakowská 1753–1805        |  |  | František Zichy de Zich et Vásonykeö 1749–1812 | František Zichy de Zich et Vásonykeö 1749–1812 | František Zichy de Zich et Vásonykeö 1749–1812 | František Zichy de Zich et Vásonykeö 1749–1812 | František Zichy de Zich et Vásonykeö 1749–1812 | František Zichy de Zich et Vásonykeö 1749–1812 |                                        |                                        | x759. František Václav Kolowrat-Krakowský 1754–1759 | x759. František Václav Kolowrat-Krakowský 1754–1759 | x759. František Václav Kolowrat-Krakowský 1754–1759 | x759. František Václav Kolowrat-Krakowský 1754–1759 | x759. František Václav Kolowrat-Krakowský 1754–1759 | x759. František Václav Kolowrat-Krakowský 1754–1759 |                                       |                                       | x756. Marie Josefa Kolowrat-Krakowská 1755–1756 | x756. Marie Josefa Kolowrat-Krakowská 1755–1756 | x756. Marie Josefa Kolowrat-Krakowská 1755–1756 | x756. Marie Josefa Kolowrat-Krakowská 1755–1756 | x756. Marie Josefa Kolowrat-Krakowská 1755–1756 | x756. Marie Josefa Kolowrat-Krakowská 1755–1756 |  |  | 1. Filip František Kolowrat-Krakowský 1756–1836 | 1. Filip František Kolowrat-Krakowský 1756–1836 | 1. Filip František Kolowrat-Krakowský 1756–1836 | 1. Filip František Kolowrat-Krakowský 1756–1836 | 1. Filip František Kolowrat-Krakowský 1756–1836 | 1. Filip František Kolowrat-Krakowský 1756–1836 |                                           |                                           | x819. Terezie z Tunkelu 1768–1819         | x819. Terezie z Tunkelu 1768–1819         | x819. Terezie z Tunkelu 1768–1819         | x819. Terezie z Tunkelu 1768–1819         | x819. Terezie z Tunkelu 1768–1819          | x819. Terezie z Tunkelu 1768–1819          |                                            |                                            | y759. Barbora Kolowrat-Krakowská 1758–1759                         | y759. Barbora Kolowrat-Krakowská 1758–1759                         | y759. Barbora Kolowrat-Krakowská 1758–1759                         | y759. Barbora Kolowrat-Krakowská 1758–1759                         | y759. Barbora Kolowrat-Krakowská 1758–1759                         | y759. Barbora Kolowrat-Krakowská 1758–1759                         |                                        |                                        | I. Leopold I. Podstatzky-Liechtenstein 1763–1813 | I. Leopold I. Podstatzky-Liechtenstein 1763–1813 | I. Leopold I. Podstatzky-Liechtenstein 1763–1813 | I. Leopold I. Podstatzky-Liechtenstein 1763–1813 | I. Leopold I. Podstatzky-Liechtenstein 1763–1813 | I. Leopold I. Podstatzky-Liechtenstein 1763–1813 |                                  |                                  | Marie Terezie Kolowrat-Krakowská 1770–1849        | Marie Terezie Kolowrat-Krakowská 1770–1849        | Marie Terezie Kolowrat-Krakowská 1770–1849        | Marie Terezie Kolowrat-Krakowská 1770–1849        | Marie Terezie Kolowrat-Krakowská 1770–1849        | Marie Terezie Kolowrat-Krakowská 1770–1849        |  |  | II. Jan Karel z Hardeggu 1783–1839          | II. Jan Karel z Hardeggu 1783–1839          | II. Jan Karel z Hardeggu 1783–1839          | II. Jan Karel z Hardeggu 1783–1839          | II. Jan Karel z Hardeggu 1783–1839          | II. Jan Karel z Hardeggu 1783–1839          |  |  | František Xaver I. Kolowrat-Krakowský 1783–1855     | František Xaver I. Kolowrat-Krakowský 1783–1855     | František Xaver I. Kolowrat-Krakowský 1783–1855     | František Xaver I. Kolowrat-Krakowský 1783–1855     | František Xaver I. Kolowrat-Krakowský 1783–1855     | František Xaver I. Kolowrat-Krakowský 1783–1855     |  |  | Julie z Wildenstein-Wildbachu 1786–1849 | Julie z Wildenstein-Wildbachu 1786–1849 | Julie z Wildenstein-Wildbachu 1786–1849 | Julie z Wildenstein-Wildbachu 1786–1849 | Julie z Wildenstein-Wildbachu 1786–1849 | Julie z Wildenstein-Wildbachu 1786–1849 |  |  |
| Marie Anna Kolowrat-Krakowská 1753–1805        | Marie Anna Kolowrat-Krakowská 1753–1805        | Marie Anna Kolowrat-Krakowská 1753–1805        | Marie Anna Kolowrat-Krakowská 1753–1805        | Marie Anna Kolowrat-Krakowská 1753–1805        | Marie Anna Kolowrat-Krakowská 1753–1805        |  |  | František Zichy de Zich et Vásonykeö 1749–1812 | František Zichy de Zich et Vásonykeö 1749–1812 | František Zichy de Zich et Vásonykeö 1749–1812 | František Zichy de Zich et Vásonykeö 1749–1812 | František Zichy de Zich et Vásonykeö 1749–1812 | František Zichy de Zich et Vásonykeö 1749–1812 |                                        |                                        | x759. František Václav Kolowrat-Krakowský 1754–1759 | x759. František Václav Kolowrat-Krakowský 1754–1759 | x759. František Václav Kolowrat-Krakowský 1754–1759 | x759. František Václav Kolowrat-Krakowský 1754–1759 | x759. František Václav Kolowrat-Krakowský 1754–1759 | x759. František Václav Kolowrat-Krakowský 1754–1759 |                                       |                                       | x756. Marie Josefa Kolowrat-Krakowská 1755–1756 | x756. Marie Josefa Kolowrat-Krakowská 1755–1756 | x756. Marie Josefa Kolowrat-Krakowská 1755–1756 | x756. Marie Josefa Kolowrat-Krakowská 1755–1756 | x756. Marie Josefa Kolowrat-Krakowská 1755–1756 | x756. Marie Josefa Kolowrat-Krakowská 1755–1756 |  |  | 1. Filip František Kolowrat-Krakowský 1756–1836 | 1. Filip František Kolowrat-Krakowský 1756–1836 | 1. Filip František Kolowrat-Krakowský 1756–1836 | 1. Filip František Kolowrat-Krakowský 1756–1836 | 1. Filip František Kolowrat-Krakowský 1756–1836 | 1. Filip František Kolowrat-Krakowský 1756–1836 |                                           |                                           | x819. Terezie z Tunkelu 1768–1819         | x819. Terezie z Tunkelu 1768–1819         | x819. Terezie z Tunkelu 1768–1819         | x819. Terezie z Tunkelu 1768–1819         | x819. Terezie z Tunkelu 1768–1819          | x819. Terezie z Tunkelu 1768–1819          |                                            |                                            | y759. Barbora Kolowrat-Krakowská 1758–1759                         | y759. Barbora Kolowrat-Krakowská 1758–1759                         | y759. Barbora Kolowrat-Krakowská 1758–1759                         | y759. Barbora Kolowrat-Krakowská 1758–1759                         | y759. Barbora Kolowrat-Krakowská 1758–1759                         | y759. Barbora Kolowrat-Krakowská 1758–1759                         |                                        |                                        | I. Leopold I. Podstatzky-Liechtenstein 1763–1813 | I. Leopold I. Podstatzky-Liechtenstein 1763–1813 | I. Leopold I. Podstatzky-Liechtenstein 1763–1813 | I. Leopold I. Podstatzky-Liechtenstein 1763–1813 | I. Leopold I. Podstatzky-Liechtenstein 1763–1813 | I. Leopold I. Podstatzky-Liechtenstein 1763–1813 |                                  |                                  | Marie Terezie Kolowrat-Krakowská 1770–1849        | Marie Terezie Kolowrat-Krakowská 1770–1849        | Marie Terezie Kolowrat-Krakowská 1770–1849        | Marie Terezie Kolowrat-Krakowská 1770–1849        | Marie Terezie Kolowrat-Krakowská 1770–1849        | Marie Terezie Kolowrat-Krakowská 1770–1849        |  |  | II. Jan Karel z Hardeggu 1783–1839          | II. Jan Karel z Hardeggu 1783–1839          | II. Jan Karel z Hardeggu 1783–1839          | II. Jan Karel z Hardeggu 1783–1839          | II. Jan Karel z Hardeggu 1783–1839          | II. Jan Karel z Hardeggu 1783–1839          |  |  | František Xaver I. Kolowrat-Krakowský 1783–1855     | František Xaver I. Kolowrat-Krakowský 1783–1855     | František Xaver I. Kolowrat-Krakowský 1783–1855     | František Xaver I. Kolowrat-Krakowský 1783–1855     | František Xaver I. Kolowrat-Krakowský 1783–1855     | František Xaver I. Kolowrat-Krakowský 1783–1855     |  |  | Julie z Wildenstein-Wildbachu 1786–1849 | Julie z Wildenstein-Wildbachu 1786–1849 | Julie z Wildenstein-Wildbachu 1786–1849 | Julie z Wildenstein-Wildbachu 1786–1849 | Julie z Wildenstein-Wildbachu 1786–1849 | Julie z Wildenstein-Wildbachu 1786–1849 |  |  |
|                                                |                                                |                                                |                                                |                                                |                                                |  |  |                                                |                                                |                                                |                                                |                                                |                                                |                                        |                                        |                                                     |                                                     |                                                     |                                                     |                                                     |                                                     |                                       |                                       |                                                 |                                                 |                                                 |                                                 |                                                 |                                                 |  |  |                                                 |                                                 |                                                 |                                                 |                                                 |                                                 |                                           |                                           |                                           |                                           |                                           |                                           |                                            |                                            |                                            |                                            |                                                                    |                                                                    |                                                                    |                                                                    |                                                                    |                                                                    |                                        |                                        |                                                  |                                                  |                                                  |                                                  |                                                  |                                                  |                                  |                                  |                                                   |                                                   |                                                   |                                                   |                                                   |                                                   |  |  |                                             |                                             |                                             |                                             |                                             |                                             |  |  |                                                     |                                                     |                                                     |                                                     |                                                     |                                                     |  |  |                                         |                                         |                                         |                                         |                                         |                                         |  |  |
|                                                |                                                |                                                |                                                |                                                |                                                |  |  |                                                |                                                |                                                |                                                |                                                |                                                |                                        |                                        |                                                     |                                                     |                                                     |                                                     |                                                     |                                                     |                                       |                                       |                                                 |                                                 |                                                 |                                                 |                                                 |                                                 |  |  |                                                 |                                                 |                                                 |                                                 |                                                 |                                                 |                                           |                                           |                                           |                                           |                                           |                                           |                                            |                                            |                                            |                                            |                                                                    |                                                                    |                                                                    |                                                                    |                                                                    |                                                                    |                                        |                                        |                                                  |                                                  |                                                  |                                                  |                                                  |                                                  |                                  |                                  |                                                   |                                                   |                                                   |                                                   |                                                   |                                                   |  |  |                                             |                                             |                                             |                                             |                                             |                                             |  |  |                                                     |                                                     |                                                     |                                                     |                                                     |                                                     |  |  |                                         |                                         |                                         |                                         |                                         |                                         |  |  |
| x830. Terezie Kolowrat-Krakowská 1785–1830     | x830. Terezie Kolowrat-Krakowská 1785–1830     | x830. Terezie Kolowrat-Krakowská 1785–1830     | x830. Terezie Kolowrat-Krakowská 1785–1830     | x830. Terezie Kolowrat-Krakowská 1785–1830     | x830. Terezie Kolowrat-Krakowská 1785–1830     |  |  | Jan Josef Antonín z Waldsteinu 1766–1846       | Jan Josef Antonín z Waldsteinu 1766–1846       | Jan Josef Antonín z Waldsteinu 1766–1846       | Jan Josef Antonín z Waldsteinu 1766–1846       | Jan Josef Antonín z Waldsteinu 1766–1846       | Jan Josef Antonín z Waldsteinu 1766–1846       |                                        |                                        | Filip Kolowrat-Krakowský 1789–1868                  | Filip Kolowrat-Krakowský 1789–1868                  | Filip Kolowrat-Krakowský 1789–1868                  | Filip Kolowrat-Krakowský 1789–1868                  | Filip Kolowrat-Krakowský 1789–1868                  | Filip Kolowrat-Krakowský 1789–1868                  |                                       |                                       | Františka Herzigová z Herzfeldu 1784–1868       | Františka Herzigová z Herzfeldu 1784–1868       | Františka Herzigová z Herzfeldu 1784–1868       | Františka Herzigová z Herzfeldu 1784–1868       | Františka Herzigová z Herzfeldu 1784–1868       | Františka Herzigová z Herzfeldu 1784–1868       |  |  | Leopold Kolowrat-Krakowský 1790–1833            | Leopold Kolowrat-Krakowský 1790–1833            | Leopold Kolowrat-Krakowský 1790–1833            | Leopold Kolowrat-Krakowský 1790–1833            | Leopold Kolowrat-Krakowský 1790–1833            | Leopold Kolowrat-Krakowský 1790–1833            |                                           |                                           | x826. Arnošt Kolowrat-Krakowský 1792–1826 | x826. Arnošt Kolowrat-Krakowský 1792–1826 | x826. Arnošt Kolowrat-Krakowský 1792–1826 | x826. Arnošt Kolowrat-Krakowský 1792–1826 | x826. Arnošt Kolowrat-Krakowský 1792–1826  | x826. Arnošt Kolowrat-Krakowský 1792–1826  |                                            |                                            | Anna Stropnická 1801–1876                                          | Anna Stropnická 1801–1876                                          | Anna Stropnická 1801–1876                                          | Anna Stropnická 1801–1876                                          | Anna Stropnická 1801–1876                                          | Anna Stropnická 1801–1876                                          |                                        |                                        | 3. Jindřich Kolowrat-Krakowský 1801–1878         | 3. Jindřich Kolowrat-Krakowský 1801–1878         | 3. Jindřich Kolowrat-Krakowský 1801–1878         | 3. Jindřich Kolowrat-Krakowský 1801–1878         | 3. Jindřich Kolowrat-Krakowský 1801–1878         | 3. Jindřich Kolowrat-Krakowský 1801–1878         |                                  |                                  | 2. Kateřina z Kleinbergeru 1802–1867              | 2. Kateřina z Kleinbergeru 1802–1867              | 2. Kateřina z Kleinbergeru 1802–1867              | 2. Kateřina z Kleinbergeru 1802–1867              | 2. Kateřina z Kleinbergeru 1802–1867              | 2. Kateřina z Kleinbergeru 1802–1867              |  |  | Ludvík Kolowrat-Krakowský 1799–1857         | Ludvík Kolowrat-Krakowský 1799–1857         | Ludvík Kolowrat-Krakowský 1799–1857         | Ludvík Kolowrat-Krakowský 1799–1857         | Ludvík Kolowrat-Krakowský 1799–1857         | Ludvík Kolowrat-Krakowský 1799–1857         |  |  | Anežka Rudelsteinová 1803–1878                      | Anežka Rudelsteinová 1803–1878                      | Anežka Rudelsteinová 1803–1878                      | Anežka Rudelsteinová 1803–1878                      | Anežka Rudelsteinová 1803–1878                      | Anežka Rudelsteinová 1803–1878                      |  |  |                                         |                                         |                                         |                                         |                                         |                                         |  |  |
| x830. Terezie Kolowrat-Krakowská 1785–1830     | x830. Terezie Kolowrat-Krakowská 1785–1830     | x830. Terezie Kolowrat-Krakowská 1785–1830     | x830. Terezie Kolowrat-Krakowská 1785–1830     | x830. Terezie Kolowrat-Krakowská 1785–1830     | x830. Terezie Kolowrat-Krakowská 1785–1830     |  |  | Jan Josef Antonín z Waldsteinu 1766–1846       | Jan Josef Antonín z Waldsteinu 1766–1846       | Jan Josef Antonín z Waldsteinu 1766–1846       | Jan Josef Antonín z Waldsteinu 1766–1846       | Jan Josef Antonín z Waldsteinu 1766–1846       | Jan Josef Antonín z Waldsteinu 1766–1846       |                                        |                                        | Filip Kolowrat-Krakowský 1789–1868                  | Filip Kolowrat-Krakowský 1789–1868                  | Filip Kolowrat-Krakowský 1789–1868                  | Filip Kolowrat-Krakowský 1789–1868                  | Filip Kolowrat-Krakowský 1789–1868                  | Filip Kolowrat-Krakowský 1789–1868                  |                                       |                                       | Františka Herzigová z Herzfeldu 1784–1868       | Františka Herzigová z Herzfeldu 1784–1868       | Františka Herzigová z Herzfeldu 1784–1868       | Františka Herzigová z Herzfeldu 1784–1868       | Františka Herzigová z Herzfeldu 1784–1868       | Františka Herzigová z Herzfeldu 1784–1868       |  |  | Leopold Kolowrat-Krakowský 1790–1833            | Leopold Kolowrat-Krakowský 1790–1833            | Leopold Kolowrat-Krakowský 1790–1833            | Leopold Kolowrat-Krakowský 1790–1833            | Leopold Kolowrat-Krakowský 1790–1833            | Leopold Kolowrat-Krakowský 1790–1833            |                                           |                                           | x826. Arnošt Kolowrat-Krakowský 1792–1826 | x826. Arnošt Kolowrat-Krakowský 1792–1826 | x826. Arnošt Kolowrat-Krakowský 1792–1826 | x826. Arnošt Kolowrat-Krakowský 1792–1826 | x826. Arnošt Kolowrat-Krakowský 1792–1826  | x826. Arnošt Kolowrat-Krakowský 1792–1826  |                                            |                                            | Anna Stropnická 1801–1876                                          | Anna Stropnická 1801–1876                                          | Anna Stropnická 1801–1876                                          | Anna Stropnická 1801–1876                                          | Anna Stropnická 1801–1876                                          | Anna Stropnická 1801–1876                                          |                                        |                                        | 3. Jindřich Kolowrat-Krakowský 1801–1878         | 3. Jindřich Kolowrat-Krakowský 1801–1878         | 3. Jindřich Kolowrat-Krakowský 1801–1878         | 3. Jindřich Kolowrat-Krakowský 1801–1878         | 3. Jindřich Kolowrat-Krakowský 1801–1878         | 3. Jindřich Kolowrat-Krakowský 1801–1878         |                                  |                                  | 2. Kateřina z Kleinbergeru 1802–1867              | 2. Kateřina z Kleinbergeru 1802–1867              | 2. Kateřina z Kleinbergeru 1802–1867              | 2. Kateřina z Kleinbergeru 1802–1867              | 2. Kateřina z Kleinbergeru 1802–1867              | 2. Kateřina z Kleinbergeru 1802–1867              |  |  | Ludvík Kolowrat-Krakowský 1799–1857         | Ludvík Kolowrat-Krakowský 1799–1857         | Ludvík Kolowrat-Krakowský 1799–1857         | Ludvík Kolowrat-Krakowský 1799–1857         | Ludvík Kolowrat-Krakowský 1799–1857         | Ludvík Kolowrat-Krakowský 1799–1857         |  |  | Anežka Rudelsteinová 1803–1878                      | Anežka Rudelsteinová 1803–1878                      | Anežka Rudelsteinová 1803–1878                      | Anežka Rudelsteinová 1803–1878                      | Anežka Rudelsteinová 1803–1878                      | Anežka Rudelsteinová 1803–1878                      |  |  |                                         |                                         |                                         |                                         |                                         |                                         |  |  |
|                                                |                                                |                                                |                                                |                                                |                                                |  |  |                                                |                                                |                                                |                                                |                                                |                                                |                                        |                                        |                                                     |                                                     |                                                     |                                                     |                                                     |                                                     |                                       |                                       |                                                 |                                                 |                                                 |                                                 |                                                 |                                                 |  |  |                                                 |                                                 |                                                 |                                                 |                                                 |                                                 |                                           |                                           |                                           |                                           |                                           |                                           |                                            |                                            |                                            |                                            |                                                                    |                                                                    |                                                                    |                                                                    |                                                                    |                                                                    |                                        |                                        |                                                  |                                                  |                                                  |                                                  |                                                  |                                                  |                                  |                                  |                                                   |                                                   |                                                   |                                                   |                                                   |                                                   |  |  |                                             |                                             |                                             |                                             |                                             |                                             |  |  |                                                     |                                                     |                                                     |                                                     |                                                     |                                                     |  |  |                                         |                                         |                                         |                                         |                                         |                                         |  |  |
|                                                |                                                |                                                |                                                |                                                |                                                |  |  |                                                |                                                |                                                |                                                |                                                |                                                |                                        |                                        |                                                     |                                                     |                                                     |                                                     |                                                     |                                                     |                                       |                                       |                                                 |                                                 |                                                 |                                                 |                                                 |                                                 |  |  |                                                 |                                                 |                                                 |                                                 |                                                 |                                                 |                                           |                                           |                                           |                                           |                                           |                                           |                                            |                                            |                                            |                                            |                                                                    |                                                                    |                                                                    |                                                                    |                                                                    |                                                                    |                                        |                                        |                                                  |                                                  |                                                  |                                                  |                                                  |                                                  |                                  |                                  |                                                   |                                                   |                                                   |                                                   |                                                   |                                                   |  |  |                                             |                                             |                                             |                                             |                                             |                                             |  |  |                                                     |                                                     |                                                     |                                                     |                                                     |                                                     |  |  |                                         |                                         |                                         |                                         |                                         |                                         |  |  |
|                                                |                                                |                                                |                                                |                                                |                                                |  |  |                                                |                                                |                                                |                                                |                                                |                                                | Jindřiška Kolowrat-Krakowská 1828–1902 | Jindřiška Kolowrat-Krakowská 1828–1902 | Jindřiška Kolowrat-Krakowská 1828–1902              | Jindřiška Kolowrat-Krakowská 1828–1902              | Jindřiška Kolowrat-Krakowská 1828–1902              | Jindřiška Kolowrat-Krakowská 1828–1902              |                                                     |                                                     | Josef Jan Baillet de Latour 1815–1891 | Josef Jan Baillet de Latour 1815–1891 | Josef Jan Baillet de Latour 1815–1891           | Josef Jan Baillet de Latour 1815–1891           | Josef Jan Baillet de Latour 1815–1891           | Josef Jan Baillet de Latour 1815–1891           |                                                 |                                                 |  |  | 5. Rudolf Kolowrat-Krakowský 1830–1903          | 5. Rudolf Kolowrat-Krakowský 1830–1903          | 5. Rudolf Kolowrat-Krakowský 1830–1903          | 5. Rudolf Kolowrat-Krakowský 1830–1903          | 5. Rudolf Kolowrat-Krakowský 1830–1903          | 5. Rudolf Kolowrat-Krakowský 1830–1903          |                                           |                                           |                                           |                                           | 4. Alois Kolowrat-Krakowský 1832–1898     | 4. Alois Kolowrat-Krakowský 1832–1898     | 4. Alois Kolowrat-Krakowský 1832–1898      | 4. Alois Kolowrat-Krakowský 1832–1898      | 4. Alois Kolowrat-Krakowský 1832–1898      | 4. Alois Kolowrat-Krakowský 1832–1898      |                                                                    |                                                                    | 6. Clotilde Boiton Delamotte 1839–1920                             | 6. Clotilde Boiton Delamotte 1839–1920                             | 6. Clotilde Boiton Delamotte 1839–1920                             | 6. Clotilde Boiton Delamotte 1839–1920                             | 6. Clotilde Boiton Delamotte 1839–1920 | 6. Clotilde Boiton Delamotte 1839–1920 |                                                  |                                                  |                                                  |                                                  | Gustav Kolowrat-Krakowský 1834–?                 | Gustav Kolowrat-Krakowský 1834–?                 | Gustav Kolowrat-Krakowský 1834–? | Gustav Kolowrat-Krakowský 1834–? | Gustav Kolowrat-Krakowský 1834–?                  | Gustav Kolowrat-Krakowský 1834–?                  |                                                   |                                                   |                                                   |                                                   |  |  |                                             |                                             |                                             |                                             |                                             |                                             |  |  |                                                     |                                                     |                                                     |                                                     |                                                     |                                                     |  |  |                                         |                                         |                                         |                                         |                                         |                                         |  |  |
|                                                |                                                |                                                |                                                |                                                |                                                |  |  |                                                |                                                |                                                |                                                |                                                |                                                | Jindřiška Kolowrat-Krakowská 1828–1902 | Jindřiška Kolowrat-Krakowská 1828–1902 | Jindřiška Kolowrat-Krakowská 1828–1902              | Jindřiška Kolowrat-Krakowská 1828–1902              | Jindřiška Kolowrat-Krakowská 1828–1902              | Jindřiška Kolowrat-Krakowská 1828–1902              |                                                     |                                                     | Josef Jan Baillet de Latour 1815–1891 | Josef Jan Baillet de Latour 1815–1891 | Josef Jan Baillet de Latour 1815–1891           | Josef Jan Baillet de Latour 1815–1891           | Josef Jan Baillet de Latour 1815–1891           | Josef Jan Baillet de Latour 1815–1891           |                                                 |                                                 |  |  | 5. Rudolf Kolowrat-Krakowský 1830–1903          | 5. Rudolf Kolowrat-Krakowský 1830–1903          | 5. Rudolf Kolowrat-Krakowský 1830–1903          | 5. Rudolf Kolowrat-Krakowský 1830–1903          | 5. Rudolf Kolowrat-Krakowský 1830–1903          | 5. Rudolf Kolowrat-Krakowský 1830–1903          |                                           |                                           |                                           |                                           | 4. Alois Kolowrat-Krakowský 1832–1898     | 4. Alois Kolowrat-Krakowský 1832–1898     | 4. Alois Kolowrat-Krakowský 1832–1898      | 4. Alois Kolowrat-Krakowský 1832–1898      | 4. Alois Kolowrat-Krakowský 1832–1898      | 4. Alois Kolowrat-Krakowský 1832–1898      |                                                                    |                                                                    | 6. Clotilde Boiton Delamotte 1839–1920                             | 6. Clotilde Boiton Delamotte 1839–1920                             | 6. Clotilde Boiton Delamotte 1839–1920                             | 6. Clotilde Boiton Delamotte 1839–1920                             | 6. Clotilde Boiton Delamotte 1839–1920 | 6. Clotilde Boiton Delamotte 1839–1920 |                                                  |                                                  |                                                  |                                                  | Gustav Kolowrat-Krakowský 1834–?                 | Gustav Kolowrat-Krakowský 1834–?                 | Gustav Kolowrat-Krakowský 1834–? | Gustav Kolowrat-Krakowský 1834–? | Gustav Kolowrat-Krakowský 1834–?                  | Gustav Kolowrat-Krakowský 1834–?                  |                                                   |                                                   |                                                   |                                                   |  |  |                                             |                                             |                                             |                                             |                                             |                                             |  |  |                                                     |                                                     |                                                     |                                                     |                                                     |                                                     |  |  |                                         |                                         |                                         |                                         |                                         |                                         |  |  |